# Ботанический сад Чагуаль
Ботанический сад Чагуаль, также известен как Ботанический сад Сантьяго (исп.  Jardín Botánico Chagual) — ботанический сад в Сантьяго (Чили) .

## Общие сведения
Ботанический сад в расположен в парке Метрополитано-Сантьяго в коммуне Витакура Столичной области Чили.
Основан в 2002 году, общая площадь составляет 44 гектара. Назван в честь растения пуйя чилийская (Puya chilensis, местное название чагуаль), которое является эндемиком Чили.
Ботанический сад создан с целью сохранения местных растений в Средиземноморской климатической зоне Чили. Коллекции ботанического сада дополняют растительные коллекции национального ботанического сада в Винья-дель-Мар и ботанического сада университета Южного Чили.

## Коллекции
Они в настоящее время формируются следующие коллекции :
- Деревья, кустарники и другие растения вечнозеленых лесов — Beilschmiedia miersii и Криптокария белая (Cryptocarya alba), Пеумус (Peumus boldus), Lithraea caustica, (Lithraea caustica) и Квиллайя мыльная Quillaja saponaria.
- Различные виды южного бука (Nothofagus macrocarpa, Nothofagus obliqua, Nothofagus glauca, Nothofagus alessandrii),
- Kageneckia angustifolia и австроцедрус (Austrocedrus chilensis).
- Бромелиевые Чили.
- Амариллисовые и лилейные Чили.